# Championnat du Rwanda de football 2022-2023
 (mai 2023).
Si vous disposez d'ouvrages ou d'articles de référence ou si vous connaissez des sites web de qualité traitant du thème abordé ici, merci de compléter l'article en donnant les références utiles à sa vérifiabilité et en les liant à la section « Notes et références ».
Navigation
Saison précédente Saison suivante
La saison 2022-2023 du Championnat du Rwanda de football est la soixante-douzième édition du championnat de première division au Rwanda. Les seize meilleures équipes du pays sont regroupées au sein d’une poule unique où elles s’affrontent deux fois au cours de la saison, à domicile et à l’extérieur. En fin de saison, les deux derniers du classement sont relégués et remplacés par les deux meilleurs clubs de deuxième division.
Le tenant du titre, l'APR FC remporte de nouveau le championnat après avoir terminé à la première place à égalité de points avec Kiyovu Sports Association mais avec une meilleure différence de buts.

## Qualifications continentales
Le champion de l'édition actuelle se qualifiera pour la Ligue des champions de la CAF 2023-2024.

## Déroulement de la saison
Le championnat a commencé le 19 août 2022 et s'achèvera en mai 2023. 

## Les clubs participants
- APR FC
- Rayon Sports FC
- Police FC
- Kiyovu Sports Association
- Mukura Victory Sports FC
- AS Kigali
- Rutsiro FC
- Bugesera FC
- Espoir FC
- Musanze FC
- Gasogi United
- Marines FC
- Gorilla FC
- Etincelles FC
- Rwamagana City - Promu de D2
- Sunrise - Promu de D2

## Compétition
Le barème utilisé pour établir le classement est le suivant :
- Victoire : 3 points
- Match nul : 1 point
- Défaite : 0 point

### Classement
| Rang | Équipe                    | Pts | J  | G  | N  | P  | Bp | Bc | Diff |
| ---- | ------------------------- | --- | -- | -- | -- | -- | -- | -- | ---- |
| 1    | APR FC T                  | 63  | 30 | 18 | 9  | 3  | 52 | 26 | +26  |
| 2    | Kiyovu Sports Association | 63  | 30 | 19 | 6  | 5  | 46 | 29 | +17  |
| 3    | Rayon Sports FC C         | 61  | 30 | 19 | 4  | 7  | 45 | 27 | +18  |
| 4    | AS Kigali                 | 47  | 30 | 13 | 8  | 9  | 35 | 22 | +13  |
| 5    | Police FC                 | 47  | 30 | 14 | 5  | 11 | 38 | 30 | +8   |
| 6    | Mukura Victory Sports FC  | 45  | 30 | 13 | 6  | 11 | 42 | 32 | +10  |
| 7    | Etincelles FC             | 44  | 30 | 12 | 8  | 10 | 41 | 45 | -4   |
| 8    | Gasogi United             | 43  | 30 | 11 | 10 | 9  | 37 | 33 | +4   |
| 9    | Gorilla FC                | 39  | 30 | 11 | 6  | 13 | 32 | 33 | -1   |
| 10   | Musanze FC                | 37  | 30 | 10 | 7  | 13 | 33 | 44 | -11  |
| 11   | Sunrise FC P              | 34  | 30 | 9  | 7  | 14 | 35 | 37 | -2   |
| 12   | Marines FC                | 34  | 30 | 10 | 4  | 16 | 38 | 47 | -9   |
| 13   | Bugesera FC               | 32  | 30 | 8  | 8  | 14 | 28 | 33 | -5   |
| 14   | Rwamagana City FC P       | 31  | 30 | 9  | 4  | 17 | 27 | 44 | -17  |
| 15   | Rutsiro FC                | 30  | 30 | 7  | 9  | 14 | 28 | 40 | -12  |
| 16   | Espoir FC                 | 17  | 30 | 4  | 5  | 21 | 14 | 49 | -35  |

|  | Qualification pour la Ligue des champions de la CAF 2023-2024 |
|  | Qualification pour la Coupe de la confédération 2023-2024     |
|  | Relégation en deuxième division                               |
|  | T : Tenant du titre P : Promu de D2                           |

## Bilan de la saison
| Championnat du Rwanda de football 2022-2023 |                    |
| Champion                                    | APR FC (21e titre) |
| Coupes et trophées                          |                    |
| Vainqueur de la Coupe du Rwanda 2022-2023   | Rayon Sports FC    |
| Qualifications continentales                |                    |
| Ligue des champions de la CAF 2023-2024     | APR FC             |
| Coupe de la confédération 2023-2024         | Rayon Sports FC    |
| Promotions et relégations                   |                    |
| Promus en Première division                 | Etoile de l'Est    |
| Promus en Première division                 | Amagaju FC         |
| Relégués en Deuxième division               | Rutsiro FC         |
| Relégués en Deuxième division               | Espoir FC          |